# Allium alamutense
Allium alamutense — вид трав'янистих рослин родини амарилісові (Amaryllidaceae), ендемік Ірану.

## Опис
Цибулина яйцювато-округлої форми, діаметром 15–23 мм; зовнішні оболонки чорно-коричневі, розщеплені. Стеблина циліндрична, ± гнучка, гладка, довжиною 2–5 см над ґрунтом, діаметром ≈ 3 мм. Листки в парі (іноді поодинокі), блідо-жовто-зелені, 10–13 × 1–1.5 см, ланцетоподібні до гачково-хвилястих, товсті й м'ясисті з капюшоноподібною верхівкою в сухому стані, верхня частина ± плоска, нижня сторона трохи паралельно жолобчаста, з пурпуровим відтінком від кінця до середини після періоду цвітіння, поля дрібно зубчасті (іноді гладкі), білі. Суцвіття напівкулясте, просторе, діаметром 2–4 см. Квітки дзвінчасті. Листочки оцвітини ланцетні, 8–10 мм завдовжки та до 2 мм завширшки в середині, рожеві до бузкових, з темнішою середньою жилкою. Пиляки ≈ 1 мм, жовтуваті. Зав'язь світло-зелена, яйцювата, довжиною 2–3 мм і діаметром 2–3 мм. Коробочка з трьома борознами, ≈ 4 мм завдовжки та діаметром 4–5 мм, жовтувато-коричнева. Насіння стиснено-яйцювате, довжиною 1–2 мм, ≈ 2 мм шириною і ≈ 1 мм товщиною, чорне.
Цвіте в травні, плодоносить у червні.

## Поширення
Ендемік Ірану (північ).
Росте на кам'янистих схилах із слабо зволоженими ґрунтами в Північному Ірані, на північ від міста Казвін; відомий лише з одної місцевості